# Satir

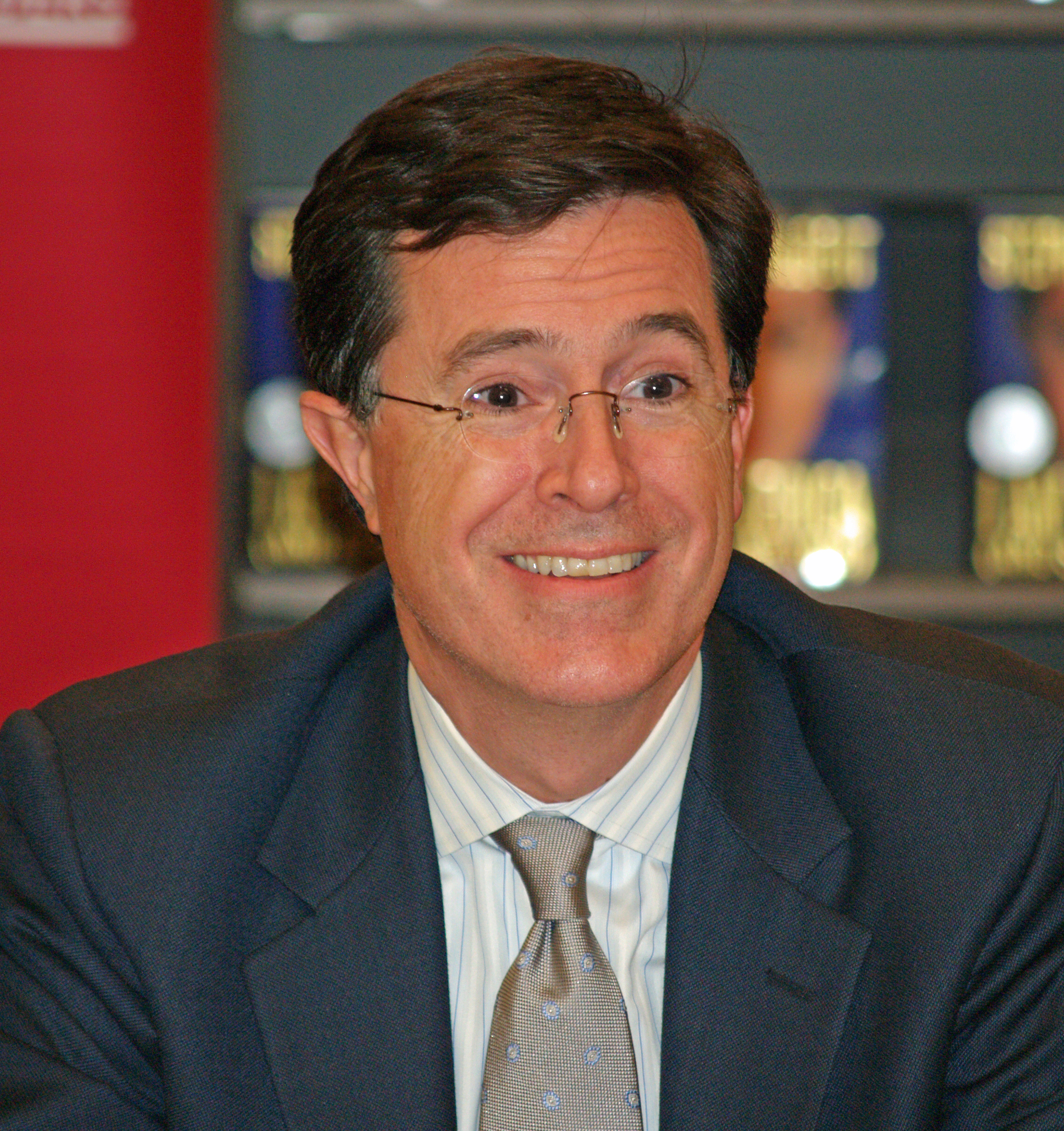
Komikern Stephen Colbert är känd för sin satiriska rollfigur med samma namn.

Satir är en konstnärlig uttrycksform som använder humor, ironi, överdrifter och förlöjligande i syfte att kritisera eller peka på missförhållanden och moraliska tvivelaktigheter, särskilt inom politisk och samhällsdebatt. Satir används ibland som retoriskt grepp, antingen för att provocera eller försätta motståndaren i försvarsposition, och kopplas ofta ihop med ironi, och kan i vissa fall utgöra en egen subgenre till humor. Satir används ibland som vapen mot auktoriteter där direkt kritik är farlig att framföra eller där avvikande röster har svårt att göra sig hörda.

## Definition
Satir är en konstnärlig uttrycksform som använder humor, ironi, överdrifter och förlöjligande i syfte att kritisera eller peka på missförhållanden och moraliska tvivelaktigheter, särskilt inom politisk och samhällsdebatt. Satir finns bland annat i prosa, dikter, teckningar, dramatik, revyer, filmer, tecknade serier, TV-serier och radioprogram. Den som skriver satir kallas satiriker. Den grundläggande idén med satir, är att satir på ett humoristiskt sätt visar på ett missförhållande i syfte att verka för en positiv förbättring.

### Satir, parodi och pastisch
Satir, parodi och pastisch är tre relaterade fenomen. Satiren utmärks av sin skärpa och kritik av det satiren gäller, och den syftar inte alltid mot humor. Parodin är alltid humoristisk, och där överdrivs maner och later hos det parodin syftar på. Parodin är en sorts skrattspegel. Pastischen är medvetet och tydligt efterapande av något, som erkännande av någons betydelse. Om pastischen inte tydligt klargör att den är en efterapning övergår den till att bli plagiat.

## Etymologi
Ordet satir kommer från latinets satura eller satira som betyder 'fruktskål, fruktfat eller blandrätt'. Ordet fick sedan den nuvarande betydelsen först genom syftningen på att blandverk med olika sorters innehåll (jämför dagens satir-TV-program med blandade sketcher), och därefter på den sorts skrifter som oftast fanns i dylika blandverk.

## Historia
Termen användes i romersk litteratur om en kåserande diktart som introducerades av Lucilius (100-talet f.Kr.), vilken förbättrades av Horatius och erhöll polemisk skärpa hos Juvenalis. Först efter fransk-klassicismen upphörde termen satir att beteckna en särskild diktart och blev ett begrepp använt för att karakterisera litterära verk som i kritiskt syfte gycklar med (det offentliga livets) missförhållanden.
Den svenska satirens fader anses vara Olof von Dalin som 1740 utkommer med sin allegoriska berättelse Sagan om hästen som skildrar Sveriges historia från Gustav Vasa till Karl XII. Under senare delen av 1700-talet märks särskilt Anna Maria Lenngrens "Porträtterna".

## Kända satiriker i urval

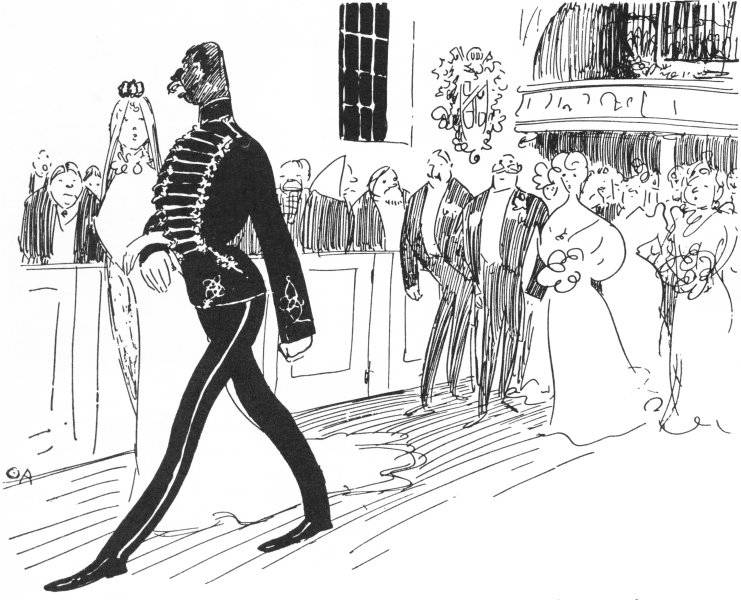
Löjtnanten till sin brud: "För jävälen Amanda, gå i takt!" (cirka 1900). Denna OA-karikatyr är en av många där militärer syns i en mindre fördelaktig dager.

### Svenskspråkiga
- Tack För Kaffet Podcast
- Tankesmedjan i P3
- Hej Domstol
- Philemon Arthur and the Dung
- Bo Balderson
- Erik Blix
- Olof Buckard
- Ronny Eriksson
- Galenskaparna och After Shave
- Karl Gerhard
- Hasseåtage
- På Håret
- Torsten Billman
- Anderz Harning
- Lars Hillersberg
- Israel Holmström
- Johan Henric Kellgren
- Anna Maria Lenngren
- Hans Lindström
- Robert Nyberg
- Vladimir Oravsky
- Henrik Bernhard Palmær
- August Strindberg
- Magnus Uggla
- Jonatan Unge
- Carl Michael Bellman
- Aron Flam

### Engelskspråkiga
- Douglas Adams
- Lenny Bruce
- Al Franken
- Tom Lehrer
- George Orwell
- Dorothy Parker
- C. Northcote Parkinson
- George Bernard Shaw
- Jonathan Swift
- Mark Twain
- Kurt Vonnegut
- Oscar Wilde
- Frank Zappa
- Chuck Palahniuk
- Ricky Gervais
- Jon Stewart

### Övriga språkområden

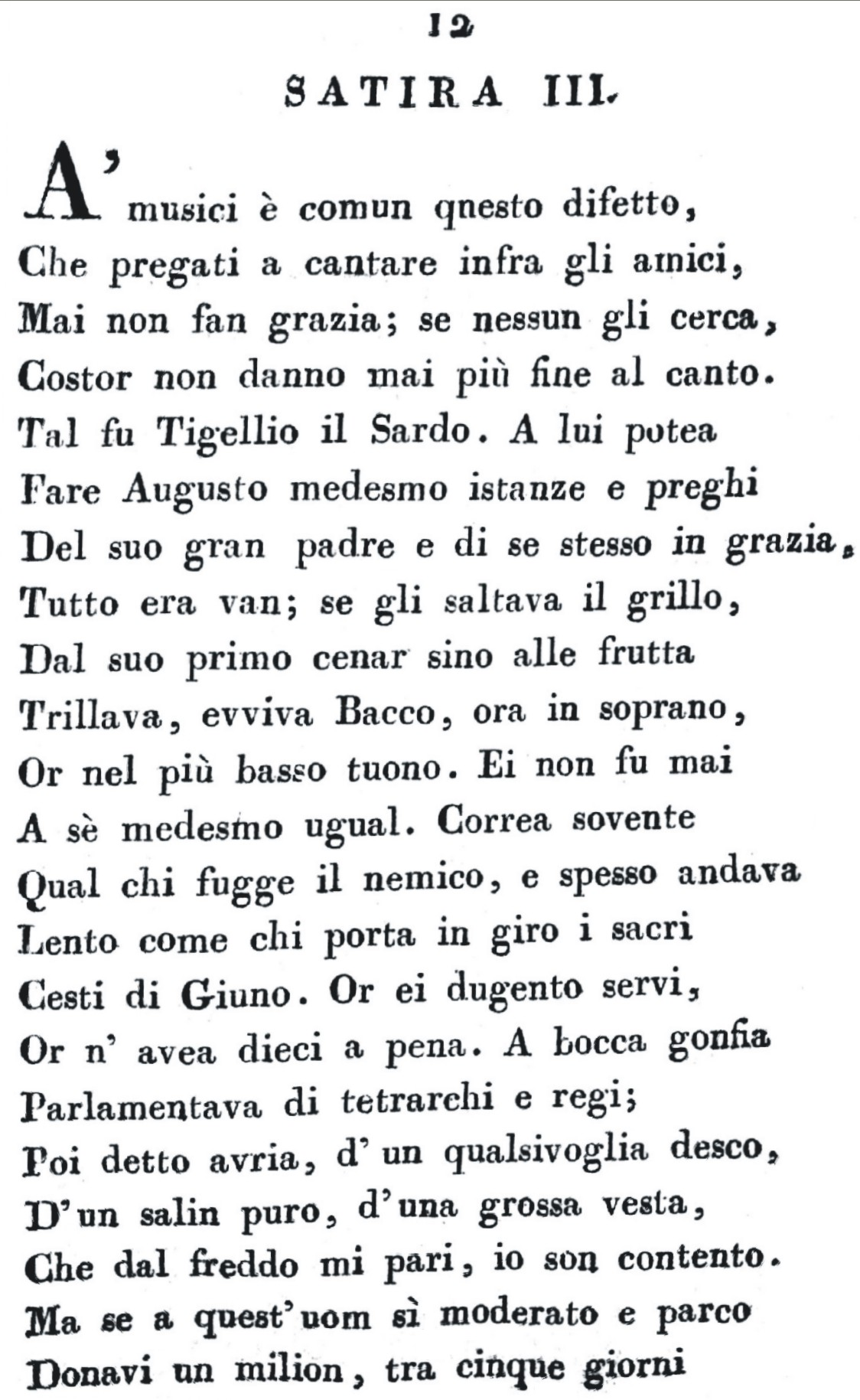
"Le satire e l'epistole di Q. Orazio Flacco", tryckt 1814.

- Aristofanes
- Cervantes
- Dario Fo
- Heinrich Heine
- Horatius
- Majakovskij
- Molière
- François Rabelais
- Anton Tjechov
- Voltaire